# Harold Wilson
James Harold Wilson, baró Wilson de Rievaulx KG, OBE, FRS, PC (11 de març de 1916 – 24 de maig de 1995). Polític membre del Partit Laborista, fou primer ministre del Regne Unit en dues etapes: entre 1964 i 1970, i entre 1974 i 1976. És considerat per molta gent com un dels polítics més intel·lectuals del segle xx.

## Política
Quan el líder laborista Hugh Gaitskell va morir sobtadament el gener de 1963, Wilson va guanyar les eleccions al lideratge del partit, i, convertint-se en líder de l'oposició.

### Primer mandat
Wilson va liderar els laboristes a una victòria limitada a les eleccions al Parlament del Regne Unit de 1964. El seu primer mandat com a primer ministre va viure un període de baix atur i prosperitat econòmica; més tard això es va veure obstaculitzat per importants problemes amb la balança exterior de pagaments. El seu govern va supervisar canvis socials significatius, abolint tant la pena capital com la censura teatral, despenalitzant parcialment l'homosexualitat masculina a Anglaterra i Gal·les amb la Llei de delictes sexuals de 1967, relaxant les lleis de divorci, limitant la immigració i liberalitzant la llei de control de la natalitat i avortament. Enmig d'aquest programa, Wilson va convocar eleccions anticipades el 1966, que els laboristes van guanyar amb una majoria molt augmentada. El seu govern va armar Nigèria durant la guerra de Biafra. El 1969, va enviar tropes britàniques a Irlanda del Nord iniciant l'Operació Banner.
Després de perdre les eleccions de 1970 davant els conservadors d'Edward Heath, Wilson va optar per romandre a la direcció laborista i va reprendre el paper de líder de l'oposició.

### Segon mandat
Per febrer de 1974, quan ja començaven a notar-se els greus efectes de la crisi econòmica de 1973, es convocaren eleccions generals després d'una vaga dels minaires. Wilson, candidat pel Partit Laborista, guanyà les eleccions per poc i com les negociacions entre conservadors i liberals fracassaren, Harold Wilson va poder formar govern. El govern de Harold Wilson va proposar el projecte de llei d'Escòcia i Gal·les el desembre de 1976 que va ser derrotat per l'oposició conservadora.
A mesura que avançava l'any la situació econòmica millorà un xic (s'acabà la vaga dels minaires i d'altres mesures d'emergència que havia pres el govern) i fracassaren els acords de Sunningdale per a Irlanda del Nord, i Wilson, envalentit pel decurs dels esdeveniments, tornà a convocar eleccions generals, per al mes d'octubre de 1974, que de nou guanyaria el Partit Laborista, tot i que també per un marge molt estret.
Gràcies a la mediació del clergat protestant, el desembre de 1974 s'organitzen converses per mirar de resoldre el conflicte nord-irlandès entre el govern britànic i l'IRA provisional, que anuncia, el 22 de desembre, una treva, i començaren negociacions secretes entre les parts. però la violència es reprèn a poc a poc en el transcurs de l'estiu del 1975.
Wilson va supervisar el referèndum del 5 de juny de 1975 que va confirmar la pertinença del Regne Unit a la Comunitat Econòmica Europea en què el 67,23% dels votants van pronunciar-s'hi a favor.

### Dimissió
El 16 de març de 1976, Wilson va sorprendre a tot el país anunciant la seva dimissió com a primer ministre. En el seu discurs, afirmà que sempre s'havia plantejat abandonar el càrrec als 60 anys i que en aquell moment ja es trobava esgotat físicament i mental. De fet, els seus col·laboradors més propers sabien, des de finals dels anys '60, que Wilson no volia ser Premier més de 8 o 9 anys. Tot i això, la raó més veraç seria que el mateix Wilson havia pres consciència que l'alzhèimer començava a afectar-lo, amb símptomes com ara la pèrdua de memòria o la falta de concentració.
Poc després del seu anunci oficial, la reina Elisabet II anà a sopar a la residència del primer ministre, al número 10 de Downing Street, per acceptar la seva dimissió. Aquest honor reial només l'havia concedit abans a un altre Premier: sir Winston Churchill.